# Харачево
Харачево — посёлок в Вологодском районе Вологодской области.
Входит в состав Подлесного сельского поселения, с точки зрения административно-территориального деления — в Подлесный сельсовет.
Расстояние по автодороге до районного центра Вологды — 19 км, до центра муниципального образования Огарково — 6 км. Ближайшие населённые пункты — Лисицыно, Ельцыно, Бурлево, Бабиково, Мостища, Андреевское, Волково, Козино.
До 26 декабря 2001 года Харачево имело статус деревни.
По переписи 2002 года население — 745 человек (337 мужчин, 408 женщин). Преобладающая национальность — русские (99 %).